# 池田敏子
池田 敏子（いけだ としこ、1904年1月13日- 1984年7月5日）は、日本の著作家、池田書店創業者。

## 来歴
山形市生まれ。東京保母伝習所卒業。高山菊次と結婚、教材社を創業、高山晴洲の筆名で人生案内を著す。
離婚後池田書店を創業し、『性生活の知恵』をベストセラーに、性に関する啓蒙書を多く出すほか、『下村湖人全集』などを刊行。
近藤信緒の筆名で自らも多くの著書を著し、『人に好かれる法』はベストセラーとなった。

## 著書
（高山晴洲名義）
- 『人を知る法』教材社 1935
- 『人の統率法』教材社 1936
- 『理論と実際人の統率法』教材社 1936
- 『成功者に学ぶ人生字引」教材社 1938
- 『人の操縦法』教材社 1938

（近藤信緒名義）
- 『人を知る法』正続 池田書店 1949
- 『人に好かれる法』池田書店 1949
- 『人の統率法』池田書店（今日の教養書選）1949
- 『世渡りの秘訣』池田書店（今日の教養書選）1950
- 『人を動かす法』池田書店（今日の教養書選）1951
- 『人を見抜く法』池田書店（今日の教養書選）1951
- 『信用を得る法』池田書店（今日の教養書選）1952
- 『世渡り百法』池田書店（教養新書）1956
- 『独得な生き方をしよう』池田書店 (教養新書）1956
- 『自分の上手な生かし方』池田書店 (教養新書）1957
- 『金と人間』池田書店（教養新書）1958
- 『友を作れ』池田書店（新教養選書）1960
- 『デート・ブック』（池田敏子名義）池田書店 1963
- 『居直り人生』池田書店 (教養選書）1975

（復刊）
- 『人に好かれる法』山見博康編 ダイヤモンド社 2007